# Sielec (rejon smorgoński)
Sielec (biał. Сялец; ros. Селец) − wieś na Białorusi, w obwodzie grodzieńskim, w rejonie smorgońskim, w sielsowiecie Sinki.

## Historia
W czasach zaborów wieś w okręgu wiejskim Sakowicze, w gminie Krewo, w powiecie oszmiańskim, w guberni wileńskiej Imperium Rosyjskiego. W 1866 roku liczyła 106 mieszkańców w 8 domach, należała do Assanowiczów (15 dusz rewizyjnych), Lebiedziów (1 dusza rewizyjna), Skirmuntów (3 dusze rewizyjne) i Kryzińskich (31 dusz rewizyjnych). 
W 1905 roku wyszczególniono:
- Sielec Mały (folwark) – liczył 11 mieszkańców, 75 dziesięcin, należała do Kryzińskich[2].
- Sielec I – liczył 16 mieszkańców, 21 dziesięcin[2].
- Sielec II – liczył 153 mieszkańców, 92 dziesięcin[2].

W latach 1921–1945 wieś i folwark leżały w Polsce, w województwie wileńskim, w powiecie oszmiańskim, w gminie Krewo.
W 1931:
- wieś w 26 domach zamieszkiwało 167 osób[3].
- folwark w 1 domu zamieszkiwało 8 osób[3].

Wierni należeli do parafii rzymskokatolickiej w Krewie i prawosławnej w Sućkowie. Miejscowość podlegała pod Sąd Grodzki w Smorgoniach i Okręgowy w Wilnie; właściwy urząd pocztowy mieścił się w Krewie.
Po II wojnie światowej w granicach Związku Sowieckiego. Od 1991 w niepodległej Białorusi.
Urodził się tu Stiepan Wierszkowicz.